# Mr. Sun
Mr. Sun è il decimo album in studio del gruppo musicale statunitense Little Big Town, pubblicato nel 2022.

## Tracce
1. All Summer – 2:51
2. Better Love – 3:02
3. Hell Yeah – 2:55
4. Mr. Sun – 4:22
5. Three Whiskeys and the Truth – 3:53
6. One More Song – 3:38
7. Heaven Had a Dance Floor – 3:26
8. Gold – 3:13
9. Rich Man – 3:30
10. God Fearing Gypsies – 3:56
11. Different Without You – 3:11
12. Whiskey Colored Eyes – 4:21
13. Song Back – 3:08
14. Something Strong – 3:34
15. Last Day on Earth – 3:57
16. Friends of Mine – 4:32

## Formazione
Little Big Town
- Karen Fairchild – voce (tracce 1, 2, 5, 6, 8, 13–15), tamburello (13)
- Kimberly Schlapman – voce (7, 15)
- Philip Sweet – voce (3, 11, 15, 16), tastiera (11), chitarra acustica a 12 corde (12), chitarra acustica (15)
- Jimi Westbrook – voce (4, 9, 10, 12, 15)

Altri musicisti
- Tim Galloway – chitarra acustica (1–10, 12, 14), chitarra elettrica (1, 2, 5–10, 12–16), percussioni (5), mandolino (8, 15), banjo (15)
- John Thomasson – basso (tutte)
- Hubert Payne – batteria (tutte), percussioni (1–5, 7–16)
- Akil Thompson – chitarra elettrica (1, 3, 4, 8, 11–13, 16), tastiera (1–7, 10–16), organo Hammond (2–4, 6, 10, 12, 13, 16), chitarra acustica (7, 12, 16), percussioni (11, 16)
- Evan Weatherford – chitarra elettrica (1, 3–8, 10–16), chitarra acustica (11)
- Alysa Vanderheym – percussioni, sintetizzatore (1)
- Josh Reynolds – programmazioni (1, 14)
- Daniel Tashian – chitarra elettrica (7)
- Luke Dick – clavicordo, percussioni (8)
- Jedd Hughes – chitarra elettrica (11)
- Todd Clark – chitarra elettrica, tastiera, percussioni (13)

## Classifiche
| Classifica (2022) | Posizione raggiunta |
| ----------------- | ------------------- |
| Stati Uniti       | 56                  |